# سیگار کشیدن در نیوزیلند
استفاده از تنباکو برای سیگار کشیدن در نیوزیلند چندین دهه است که تحت نظارت دولت بوده است. در ۱۰ دسامبر ۲۰۰۴، نیوزیلند سومین کشور جهان شد که تمام محیط‌های کاری سرپوشیده، از جمله بارها و رستوران‌ها را عاری از سیگار کرد. میزان سیگار کشیدن در نیوزیلند تا سال ۲۰۲۳ حدود ۸ درصد بود، زمانی که دولت جدید قصد داشت ممنوعیت سیگار کشیدن در کشور را لغو کند، که بخشی از آن برای تأمین بودجه کاهش مالیات بود.

## مصرف
تعداد سیگارهای موجود برای مصرف، که یک معیار آماری است که میزان فروش را نشان می‌دهد، از زمان اوج خود در سال ۱۹۷۷ با ۶٫۳ میلیارد نخ، به‌طور کلی رو به کاهش بوده است، اما مصرف آن از سال ۲۰۰۵ تا ۲۰۰۸ با ۲٫۴ میلیارد نخ ثابت مانده است. در طول ۳۰ سال گذشته، تعداد سیگارهای موجود ۶۱٫۵ درصد کاهش یافته است. حجم تنباکوی موجود برای مصرف به رکورد جدید ۹۰۴ تن رسید و ۸۳٫۳ درصد بیشتر از کمترین میزان ثبت شده در سال ۱۹۸۵ بود.

## قانونگذاری
اولین ساختمان در جهان که سیاست ممنوعیت استعمال دخانیات را اجرا کرد، ساختمان قدیمی دولت در ولینگتون در سال ۱۸۷۶ بود. این سیاست به دلیل نگرانی در مورد تهدید آتش‌سوزی وضع شد، زیرا این دومین ساختمان چوبی بزرگ در جهان بود.
اولین تلاش برای کنترل دخانیات در سال ۱۹۰۷ بود، زمانی که دولت فروش دخانیات به افراد زیر ۱۶ سال را ممنوع کرد، زیرا بیم آن می‌رفت که دخانیات مانع رشد افراد زیر سن قانونی شود. با این حال، این قانون تا سال ۱۹۸۸ اجرا نشد. در سال ۱۹۹۷، محدودیت سنی به ۱۸ سال افزایش یافت. اگرچه اکنون فروش محصولات دخانی به افراد زیر سن قانونی غیرقانونی است، اما یک فرد زیر سن قانونی هنوز هم می‌تواند بدون مجازات، دخانیات را در ملاء عام مصرف کند، حمل کند و بین دوستانش توزیع کند (برخلاف الکل).
قانون محیط‌های عاری از دود سیگار مصوب سال ۱۹۹۰، با هدف جلوگیری از اثرات دود سیگار بر دیگران، با محدود کردن استعمال سیگار در مکان‌هایی مانند محل کار و مدارس تصویب شد.
نیوزیلند در ۳ دسامبر ۲۰۰۳ اصلاحیه‌ای بر قانون محیط‌های عاری از دود تصویب کرد (که از سال ۲۰۰۴ لازم‌الاجرا شد) که تمام محل‌های کار عمومی سرپوشیده و مکان‌های پذیرایی (میخانه‌ها، بارها، کلوپ‌های شبانه، بارهای چارتر کلاب، رستوران‌ها و کازینوها) را پوشش می‌دهد. مطالعات نشان داده است که میزان رعایت قانون بسیار بالاست. همچنین، کیفیت هوا در مکان‌های پذیرایی سرپوشیده در مقایسه با محیط‌های مشابه در کشورهای دیگر که سیگار کشیدن هنوز مجاز است، بسیار خوب است.
قوانین ممنوعیت استعمال دخانیات در فضای باز، محوطه همه مدارس، برخی از پارک‌های متعلق به شورا (مثلاً در ساوت تاراناکی و آپِر هات)، محوطه برخی بیمارستان‌ها، استادیوم‌ها و اکثر پردیس‌های دانشگاه را پوشش می‌دهد. با این حال، این قوانین به‌طور دقیق اجرا نمی‌شوند، مگر با درخواست مودبانه از سوی مأموران امنیتی و صاحبان املاک. دولت اقدامی برای محدود کردن سیگار کشیدن در خودروها نکرده است، اما کمپین‌های رسانه‌ای گسترده‌ای را برای ترویج خودروها و خانه‌های بدون دود اجرا کرده است.
سیگار کشیدن در پروازهای داخلی در سال ۱۹۸۸ و در تمام پروازهای بین‌المللی از سال ۱۹۹۶ ممنوع شد.
تبلیغات سیگار در سال ۱۹۶۳ در تلویزیون و رادیو، در سال ۱۹۷۱ در سینماها و بیلبوردها و در سال ۱۹۹۰ در رسانه‌های چاپی ممنوع شد. حمایت مالی از دخانیات در سال ۱۹۹۵ به تدریج متوقف شد و در همان سال، نصب تابلوهای دخانیات در بیرون مغازه‌ها ممنوع شد. خودِ نمایش‌های دخانیات در سال ۲۰۱۲ ممنوع شدند.

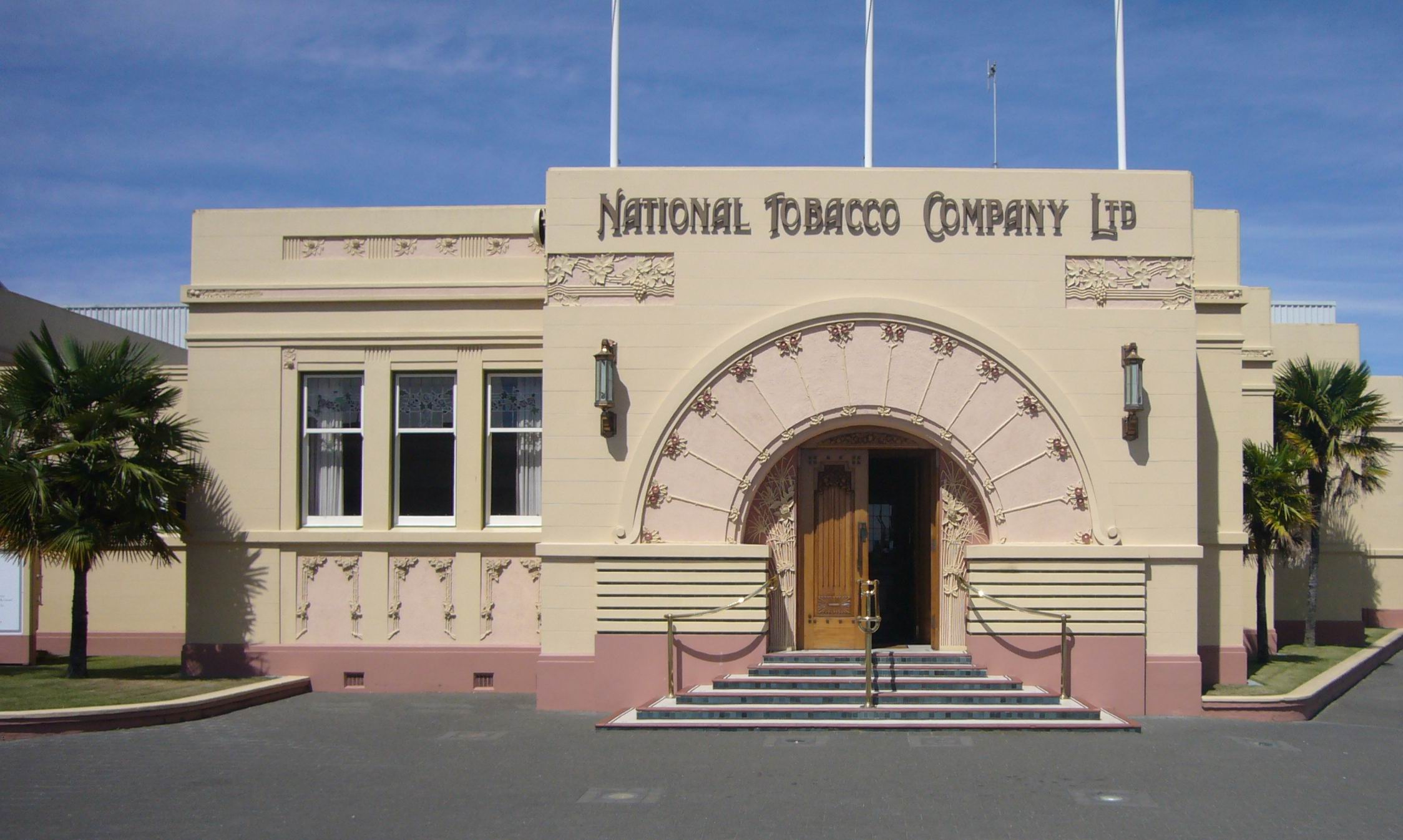
ساختمان شرکت ملی دخانیات در ناپیر، نیوزیلند

فروش سیگارهای تکی در اوایل سال ۱۹۹۸ ممنوع شد و سیگارها ملزم به فروش در بسته‌های حداقل ۲۰ عددی شدند. سیاست ملی مواد مخدر دولت نیوزیلند در سال‌های ۲۰۰۷ تا ۲۰۱۲ به دنبال کاهش اثرات مصرف دخانیات از طریق محدود کردن دسترسی به آن، محدود کردن مصرف دخانیات و کاهش آسیب‌های ناشی از مصرف دخانیات موجود است.
در ۹ دسامبر ۲۰۲۱، آیشا ورال، معاون وزیر بهداشت، تأیید کرد که دولت ششم حزب کارگر، قانونی را برای کاهش قابل توجه دسترسی به محصولات دخانی در کشور وضع خواهد کرد، که شامل ممنوعیت فروش آنها به هر کسی که پس از سال ۲۰۰۸ متولد شده است (که به عنوان ایجاد «نسل بدون سیگار» توصیف می‌شود) و محدود کردن آنها فقط به فروشگاه‌های تخصصی می‌شود. همچنین محدودیتی در مورد میزان نیکوتین وجود خواهد داشت. این اعلامیه توسط حزب سبز و چندین رهبر بهداشتی از جمله آلیستر هامفری، رئیس انجمن پزشکی نیوزیلند، سالی لیگینز، رئیس گروه مشاوره تخصصی بدون دود ائتلاف سلامت آئوتئاروا، و کالین توکویتونگا، معاون رئیس بخش پاسیفیک دانشگاه اوکلند، به دلیل پرداختن به اثرات سیگار کشیدن بر سلامت، به ویژه در جوامع مائوری و پاسیفیکا، مورد ستایش قرار گرفت. در مقابل، کارن چور، سخنگوی بهداشت ایالت ACT، از قانون پیشنهادی انتقاد کرد و اظهار داشت که ممنوعیت آن غیرقابل اجرا است و ادعا کرد که این قانون باعث ایجاد بازار سیاه برای محصولات دخانی می‌شود.
قانون اصلاحیه محیط‌های بدون دود و محصولات تحت نظارت (دخانیات دودی) ۲۰۲۲ در ۱۳ دسامبر ۲۰۲۲ تصویب شد که فروش دخانیات به هر کسی که پس از ۱ ژانویه ۲۰۰۹ متولد شده باشد را ممنوع کرده و تعداد خرده‌فروشانی را که مجاز به فروش محصولات دخانی هستند کاهش می‌دهد در ۲۷ نوامبر ۲۰۲۳، دولت ائتلافی ملی آینده اعلام کرد که قانون اصلاحیه محیط‌های بدون دود را لغو خواهد کرد، تا حدی برای تأمین بودجه کاهش مالیات وعده داده شده خود.

## لابی‌گری
در ۵ سپتامبر ۲۰۰۷، سازمان اقدام علیه سیگار و سلامت (ASH) خواستار حذف دخانیات از بازار تا سال ۲۰۱۷ شد. نمایش دخانیات در مغازه‌ها در سال ۲۰۱۲ ممنوع شد. وینستون پیترز، که خود سیگاری است، مدت‌هاست که برای حقوق سیگاری‌ها لابی می‌کند. در بودجه سال ۲۰۱۶ نیوزیلند، ACT نیوزیلند نیز به نفع سیگاری‌ها لابی‌گری کرد و استدلال کرد که اگرچه مالیات بر دخانیات در پنج سال گذشته دو برابر شده است، اما میزان سیگار کشیدن تنها ۱٫۳ درصد کاهش یافته است.

## زباله‌ریزی

ممیزی ملی زباله ۲۰۱۹–۱۲ دسته برتر بر اساس تعداد اقلام در هر ۱۰۰۰ متر ^{مربع}

ریختن ته سیگار در طبیعت به عنوان یک معضل فراگیر در نیوزیلند شناخته شده است. در ممیزی ملی زباله که در سال ۲۰۱۹ انجام شد، ته سیگار رایج‌ترین اقلام یافت شده بود.
مطالعه‌ای که در سال ۲۰۱۱ در منطقه شهری ولینگتون انجام شد، نشان داد که ریختن ته سیگار توسط سیگاری‌ها، حتی زمانی که سطل‌های زباله در نزدیکی محل بودند، امری عادی بود. ریختن ته سیگار در عصر شایع‌تر بود، جایی که ۸۵٫۸٪ از افراد سیگاری در حال ریختن زباله مشاهده شدند، در مقایسه با بعد از ظهر که ۶۸٫۱٪ از آنها در حال ریختن زباله مشاهده شدند. علاوه بر این، ۷۳٫۵ درصد از سیگاری‌ها ته سیگار خود را خاموش نکرده بودند.